# Гундакар Томас фон Щархемберг
Гундакар Томас фон Щархемберг (на немски: Gundackar Thomas Graf von Starhemberg; * 14/15 декември 1663, Виена; † 8 юли 1745, Прага) е граф на Щархемберг, финансов съветник, австрийски политик.

## Живот
Той е син на граф Конрад Балтазар фон Щархемберг (1612 – 1687) и втората му съпруга графиня Катарина Франциска Кавриани († 1716), дъщеря на граф Фридрих Кавриани (1597 – 1662) и графиня Елизабет фон Мегау († 1684). По-малък полубрат е на фелдмаршал граф Ернст Рюдигер фон Щархемберг (1637 – 1701), спасителят на Виена от турците през 1683 г.
Баща му е издигнат на имперски граф през 1643 г.
През 1667 г. Гундакар Томас е определен за църковна кариера. На четири години той става каноник на Олмуц и след две години по желание на баща му влиза в „Колегията Германикум Семинар“ във Виена. На него не му харесва такава религиозна кариера и се връща в къщи.
Томас става финансов съветник. От 1698 до 1700 г. е вицепрезидент и от 1703 до 1715 г. президент на императорската дворцова камера, от 1706 до 1745 г. президент на Министериал-Банко-Депутацион, от 1712 г. член на Тайната конференция и от 1716 г. член на Тайната финансова конференция.
През 1712 г. той става рицар на австрийския Орден на Златното руно. На 16 май 1717 г. кайзерът го прави и неговите наследници на Наследствен маршал на Австрия об и унтер на Енс.
Гундакар Томас фон Щархемберг умира на 81 години на 8 юли 1745 г. във Виена и е погребан в дворцовата църква „Св. Августин“ Виена на 11 юли 1745 г. Щархембергите са от 1765 г. имперски князе.

## Фамилия
Първи брак: на 13 януари 1688 г. в „Св. Михаел“, Виена, с графиня Мария Беатрикс Франциска фон Даун (* 9 януари 1665; † 8 януари 1701, Виена), сестра на фелдмаршал Вирих Филип фон Даун (1669 – 1741), дъщеря на фелдмаршал граф Вилхелм Йохан Антон фон Даун (1621 – 1706) и графиня Анна Мария Магдалена фон Алтхан (1635 – 1712). Те имат децата:
- Мария Йозефа (* 28 май 1689; † 14 юни 1767), омъжена I. на 6 април 1709 г. за Йохан Максимилиан фон Херберщайн (* 15 февруари 1687; † 8 март 1716, Грац), II. на 12 януари 2719 г. в Грац за граф Карл Антон Адам Бройнер (* 27 октомври 1689, Грац; † 16 януари 1777, Виена)
- Франц Антон (* 30 юли 1691, Виена; † 9 май 1743, Прага), женен на 25 ноември 1714 г. във Виена за графиня Мария Антония Терезия Розалия Моника фон Щархемберг (* 5 май 1692, Виена; † 27 декември 1742, Виена), дъщеря на чичо му фелдмаршал граф Ернст Рюдигер фон Щархемберг (1637 – 1701) и графиня Мария Йозефа Йоргер цу Толет (1668 – 1746)
- Мария Максимилиана (* 1692/93; † 6 май 1714), омъжена ноември 1703 г. за граф Гундемар Йозеф фон Щархемберг (* 17 март 1679, Линц; † 21 февруари 1743)
- Мария Терезия (* 2 април 1694; † 1738), омъжена за граф Фердинанд Бонавентура Унгнад фон Вайсенволф (* 29 януари 1693; † 30 декември 1781, Виена)
- Мария Анна (Антония) (* 1695; † 1768), омъжена на 19 април 1717 г. за граф Ернст Зигмунд фон Траутмансдорф (* 1694; † 28 ноември 1762)
- Фердинанд Отокар Анна (* 19 август 1696; † 4 март 1720, Помпоза), духовник

Втори брак: на 3 февруари 1707 г. в „Свети Стефан“, Виена, за графиня Мария Йозефа Йоргер цу Толет (* 1668; † 12 март 1746, Виена), вдовица на полубрат му Ернст Рюдигер фон Щархемберг (1638 – 1701), дъщеря на граф Йохан Квинтин Йоргер цу Толет (1624 – 1705) и втората му съпруга графиня Мария Розалия фон Лозенщайн (1645 – 1700). Те имат децата:
- Мария Франциска Габриела (* 28 ноември 1707, „Св. Стефан“, Виена; † 8 ноември 1793, Виена, погребана в Зирндорф 10 ноември 1793), омъжена на 14 юли 1727 г. във Виена за княз Рудолф Йозеф фон Колоредо, граф фон Валдзе (* 7 юли 1706, Прага; † 1 ноември 1788, Виена)
- Мария Бонавентура (* 2 февруари 1708 (или от I. брак 29 ноември 1691); † 26 май 1740), омъжена на 29 октомври 1736 г. за граф Йохан Йозеф Вилхелм фон Вурмбранд-Щупах (* 18 февруари 1670, Грац; † 17 декември 1750, Виена)
- Франциска (* 3 октомври 1709; † 1768)
- Мария Доминика Елеонора Йозефа Евстахия Теофилия (* 20 декември 1710; † 28 февруари 1736, Виена), омъжена на 11 януари 1735 г. във Виена за граф Йохан Йозеф Вилхелм фон Вурмбранд-Щупах (* 18 февруари 1670, Грац; † 17 декември 1750, Виена)
- Каролина (* 5 октомври 1711; † 11 март 1736)